# Crítica de la fuente
La crítica de la fuente (o evaluación de la información ) es el proceso de evaluar una fuente de información, es decir, un documento, una persona, un discurso, una huella digital, una foto, una observación o cualquier cosa utilizada para obtener conocimiento. En relación con un propósito dado, una fuente de información dada puede ser más o menos válida, confiable o relevante. En términos generales, la "crítica de fuentes" es el estudio interdisciplinario de cómo se evalúan las fuentes de información para determinadas tareas.

## Sentido
Problemas en la traducción: la palabra danesa "kildekritik" como la palabra noruega "kildekritikk" y la palabra sueca "källkritik" derivan del alemán "Quellenkritik" y está estrechamente relacionada con el historiador alemán Leopold von Ranke (1795 - 1886).  Hardtwig escribe: 

 "Su primer trabajo [de Ranke] Geschichte der romanischen und germanischen Völker von 1494 - 1514 (Historia de las naciones latinas y teutónicas de 1494 a 1514) (1824) fue un gran éxito. Ya mostraba algunas de las características básicas de su concepción de Europa, y tenía una importancia historiográfica, particularmente porque Ranke hizo un análisis crítico ejemplar de sus fuentes en un volumen separado, Zur Kritik neuerer Geschichtsschreiber (Sobre los métodos críticos de los historiadores recientes).  En este trabajo él planteó el método de crítica textual utilizado a fines del siglo XVIII, particularmente en la filología clásica al método estándar de la escritura científica histórica "(Hardtwig, 2001, pág. 12739). 
 La mayor parte de los siglos XIX y XX estaría dominada por la concepción orientada a la investigación del método histórico de la llamada Escuela Histórica en Alemania, dirigida por historiadores como Leopold Ranke y Berthold Niebuhr. Su concepción de la historia, considerada durante mucho tiempo como el comienzo de la historia moderna, "científica", se remonta a la concepción "estrecha" del método histórico, limitando el carácter metódico de la historia a la crítica de origen (Lorenz, 2001). 
 Los estudios bíblicos dominan el uso de la "crítica de fuente" en América (cf.  Hjørland, 2008). Por lo tanto, el término es relativamente poco utilizado en inglés sobre los métodos históricos y la historiografía (cf.  Hjørland, 2008). Esta diferencia entre el uso europeo y estadounidense de la "crítica de la fuente" es algo extraña considerando la influencia de Ranke en ambos lados del Océano Atlántico.  Se ha sugerido que las diferencias en el uso del término no son accidentales sino que se deben a diferentes puntos de vista del método histórico. En la tradición alemana / escandinava este tema se considera importante, mientras que en la tradición angloamericana se cree que los métodos históricos deben ser específicos y asociados con el tema estudiado, por lo que no existe un campo general de "critica de fuente". 
En los países escandinavos y en otros lugares, la evaluación de fuentes (o evaluación de información) también se estudia de manera interdisciplinaria desde muchos puntos de vista diferentes, en parte debido a la influencia de Internet. Es un campo en crecimiento, entre otros campos, bibliotecas y ciencias de la información. En este contexto, la crítica de fuentes se estudia desde una perspectiva más amplia que solo, por ejemplo, la historia o los estudios bíblicos.

## Principios
Los siguientes principios se citan de dos libros de texto escandinavos sobre crítica de fuentes, Olden-Jørgensen (1998) y Thurén (1997) escritos por historiadores:
- Las fuentes humanas pueden ser reliquias (por ejemplo, una huella digital) o narrativas (por ejemplo, una declaración o una carta). Las reliquias son fuentes más creíbles que las narrativas.
- Una fuente dada puede ser falsificada o corrompida; los fuertes indicios de la originalidad de la fuente aumentan su fiabilidad.
- Cuanto más cerca esté una fuente del evento que pretende describir, más se puede confiar en él para dar una descripción precisa de lo que realmente sucedió.
- Una fuente primaria es más confiable que una fuente secundaria , que a su vez es más confiable que una fuente terciaria y así sucesivamente.
- Si varias fuentes independientes contienen el mismo mensaje, la credibilidad del mensaje aumenta considerablemente.
- La tendencia de una fuente es su motivación para proporcionar algún tipo de sesgo. Las tendencias deben minimizarse o complementarse con motivaciones opuestas.
- Si se puede demostrar que el testigo (o la fuente) no tiene interés directo en crear un sesgo, la credibilidad del mensaje aumenta.

Podemos añadir los siguientes principios:
- El conocimiento de la crítica de la fuente no puede sustituir el conocimiento del sujeto:

 "Debido a que cada fuente le enseña más y más sobre su tema, podrá juzgar con una precisión cada vez mayor la utilidad y el valor de cualquier posible fuente. En otras palabras, cuanto más sepa sobre el tema, más exactamente podrá identificar lo que aún debe descubrir". (Bazerman, 1995, p. 304). 
- La confiabilidad de una fuente dada es relativa a las preguntas que se le hacen.

 "El estudio de caso empírico mostró que a la mayoría de las personas les resulta difícil evaluar las cuestiones de autoridad cognitiva y la credibilidad de los medios en un sentido general, por ejemplo, al comparar la credibilidad general de los periódicos y de Internet. Por lo tanto, estas evaluaciones tienden a ser sensibles a la situación. Los periódicos, la televisión e Internet se utilizaron con frecuencia como fuentes de información orientadora, pero su credibilidad varía según el tema en cuestión"(Savolainen, 2007). 
 Las siguientes preguntas a menudo son buenas para preguntar sobre cualquier fuente de acuerdo con la American Library Association (1994) y Engeldinger (1988):
1. ¿Cómo se localizó la fuente?
2. ¿Qué tipo de fuente es?
3. ¿Quién es el autor y cuáles son las calificaciones del autor en relación con el tema que se discute?
4. ¿Cuándo se publicó la información?
5. ¿En qué país se publicó?
6. ¿Cuál es la reputación del editor?
7. ¿La fuente muestra un sesgo cultural o político particular?

Para fuentes literarias podríamos agregar criterios complementarios:
1. ¿La fuente contiene una bibliografía?
2. ¿El material ha sido revisado por un grupo de pares, o ha sido editado?
3. ¿Cómo se compara el artículo/libro con artículos/libros similares?

## Niveles de generalidad
¿Qué tan generales son los principios de la crítica de la fuente? Algunos principios son universales, otros principios son específicos para ciertos tipos de fuentes de información. Uno puede preguntarse si los principios de la crítica de la fuente son exclusivos de las humanidades. No hay consenso sobre las similitudes y diferencias entre las ciencias naturales y las humanidades. El positivismo lógico afirmaba que todos los campos del conocimiento se basaban en los mismos principios. Gran parte de las críticas al positivismo lógico afirmaban que el positivismo es la base de las ciencias, mientras que la hermenéutica es la base de las humanidades. Esta fue, por ejemplo, la posición de Jürgen Habermas. Una posición más nueva, de acuerdo con, entre otros, Hans-Georg Gadamer y Thomas Kuhn, entiende la ciencia y las humanidades según lo determinan los preentendidos y los paradigmas de los investigadores. La hermenéutica es, pues, una teoría universal. La diferencia es, sin embargo, que las fuentes de las humanidades son en sí mismas productos de intereses humanos y de pre-comprensión, mientras que las fuentes de las ciencias naturales no lo son. Las humanidades son así "doblemente hermenéuticas".
Los científicos naturales, sin embargo, también están utilizando productos humanos (como artículos científicos) que son productos de la comprensión previa (y, por ejemplo, el fraude académico).

## Campos contribuyentes

### Epistemología
Las teorías epistemológicas son las teorías básicas sobre cómo se obtiene el conocimiento y, por lo tanto, las teorías más generales sobre cómo evaluar las fuentes de información. El empirismo evalúa las fuentes considerando las observaciones (o sensaciones) en las que se basan. Las fuentes sin base en la experiencia no se consideran válidas. El racionalismo otorga poca prioridad a las fuentes basadas en observaciones. Para que las observaciones sean significativas, deben ser comprendidas por ideas o conceptos claros. Es la estructura lógica y la buena definición lo que se enfoca en evaluar las fuentes de información desde el punto de vista racionalista. El historicismo evalúa las fuentes de información sobre la base de su reflejo de su contexto sociocultural y su desarrollo teórico. El pragmatismo evalúa las fuentes basándose en cómo sus valores y utilidad logran ciertos resultados. El pragmatismo es escéptico acerca de las fuentes de información neutral afirmadas.
La evaluación del conocimiento o las fuentes de información no puede ser más segura que la construcción del conocimiento. Si aceptamos el principio de falibilismo , también tenemos que aceptar que la crítica de la fuente nunca puede verificar al 100% las afirmaciones de conocimiento. Como se discutió en la siguiente sección, la crítica de la fuente está íntimamente relacionada con los métodos científicos.
La presencia de falacias de argumento en las fuentes es otro tipo de criterios filosóficos para evaluar las fuentes. Las fallas son presentadas por Walton (1998). Entre las falacias se encuentran la "falacia ad hominem" (el uso del ataque personal para tratar de socavar o refutar el argumento de una persona) y la "falacia del hombre de paja" (cuando un defensor tergiversa la posición de otra persona para que parezca menos plausible de lo que realmente es, para criticarlo o refutarlo más fácilmente.) Véase también la falacia.

### Metodología de investigación
Los métodos de investigación son métodos utilizados para producir conocimiento académico. Los métodos que son relevantes para producir conocimiento también son relevantes para evaluar el conocimiento. Un ejemplo de un libro que invierte la metodología y la usa para evaluar el conocimiento producido es Katzer; Cook & Crouch (1998). 

### Estudios de ciencias
Estudios de procesos de evaluación de la calidad, como la revisión por pares, las revisiones de libros y los criterios normativos utilizados en la evaluación de investigaciones científicas y académicas. Otro campo es el estudio de la mala conducta científica.
Harris (1979) proporciona un estudio de caso de cómo un famoso experimento en psicología, Little Albert, se ha distorsionado a lo largo de la historia de la psicología, comenzando por el propio autor (Watson), autores generales de libros de texto, terapeutas del comportamiento y un destacado teórico del aprendizaje. Harris propone las posibles causas de estas distorsiones y analiza el estudio de Albert como un ejemplo de creación de mitos en la historia de la psicología. Los estudios de este tipo pueden considerarse un tipo especial de historial de recepción (cómo se recibió el artículo de Watson). También puede considerarse como un tipo de historia crítica (opuesto a la historia ceremonial de la psicología, cf. Harris, 1980). Tales estudios son importantes para la crítica de la fuente al revelar el sesgo introducido al referirse a los estudios clásicos.

### Crítica textual
La crítica textual (o más amplia: filología del texto) es parte de la filología , que no solo está dedicada al estudio de textos, sino que también edita y produce "ediciones científicas", "ediciones académicas", "ediciones estándar", "ediciones históricas "," ediciones confiables "," textos confiables "," ediciones de texto "o" ediciones críticas ", que son ediciones en las que se ha empleado una beca cuidadosa para asegurar que la información contenida sea lo más cercana a las intenciones originales del autor / compositor, posible (y que permite al usuario comparar y juzgar cambios en ediciones publicadas bajo la influencia del autor / compositor). La relación entre este tipo de obras y el concepto "crítica de fuente" es evidente en danés, donde pueden denominarse "kildekritisk udgave" (traducido directamente como "edición crítica de fuente").
En otras palabras, se supone que la mayoría de las ediciones de una obra determinada están llenas de ruido y errores proporcionados por los editores, por lo que es importante producir "ediciones académicas". El trabajo proporcionado por la filología del texto es una parte importante de la crítica de las fuentes en las humanidades.
- Paleografía
- Crítica textual
- Mayor crítica
- Ediciones históricas (música)
- Edición urtext

Obras completas y ediciones monumentales.

### Psicología
El estudio del testimonio de testigos oculares es un importante campo de estudio utilizado, entre otros propósitos, para evaluar el testimonio en los tribunales. Los conceptos básicos de la falibilidad de los testigos oculares incluyen factores como condiciones de visión deficientes, exposición breve y estrés. Factores más sutiles, como las expectativas, los prejuicios y los estereotipos personales pueden intervenir para crear informes erróneos. Loftus (1996) discute todos estos factores y también muestra que la memoria de los testigos oculares es crónicamente inexacta de maneras sorprendentes. Una ingeniosa serie de experimentos revela que la memoria puede ser radicalmente alterada por la forma en que se cuestiona a un testigo ocular después del hecho. Se pueden implantar nuevos recuerdos y alterar inconscientemente los antiguos durante el interrogatorio.
Anderson (1978) y Anderson & Pichert (1977) informaron sobre un elegante experimento que demuestra cómo el cambio de perspectiva afectó la capacidad de las personas para recordar información que no se podía recordar desde otra perspectiva.
En el psicoanálisis, el concepto de mecanismo de defensa  es importante y puede considerarse una contribución a la teoría de la crítica de fuentes porque explica los mecanismos psicológicos, que distorsionan la confiabilidad de las fuentes de información humana.

### Biblioteca y ciencias de la información (LIS)
En las escuelas de biblioteconomía y ciencias de la información (LIS, por sus siglas en inglés) se critican las fuentes como parte del creciente campo de la alfabetización informativa. Los temas de estudio, como la relevancia, los indicadores de calidad de los documentos, los tipos de documentos y sus cualidades (por ejemplo, las ediciones académicas) y los temas relacionados se estudian en LIS y son relevantes para las críticas de origen. La bibliometría se utiliza a menudo para encontrar la revista, los autores, los países y las instituciones más influyentes. También se debe mencionar el estudio de las reseñas de libros y su función en la evaluación de libros.
Se podría argumentar que la educación bibliotecaria y de información debe proporcionar la crítica en la fuente al menos al mismo nivel que se enseña en la escuela secundaria superior (Gudmundsson, 2007).
En bibliotecas y ciencias de la información se ha utilizado a menudo el enfoque de lista de verificación. Meola (2004) hace una crítica de este enfoque: "Revisando la lista de verificación".
Las bibliotecas a veces proporcionan consejos sobre cómo sus usuarios pueden evaluar las fuentes.
La Biblioteca del Congreso tiene un programa de "Enseñanza con fuentes primarias" (TPS).

### Ética
La crítica de la fuente también tiene que ver con el comportamiento ético y la cultura. Se trata de una prensa libre y una sociedad abierta, incluidas las fuentes de información de protección contra la persecución (cf., Whistleblower).

## En dominios específicos

### Fotos
Las fotos son a menudo manipuladas durante las guerras y con fines políticos. Un ejemplo bien conocido es la manipulación de Iósif Stalin de una fotografía del 5 de mayo de 1920 en la que el antecesor de Stalin, Lenin, pronunció un discurso para las tropas soviéticas al que asistió León Trotski. Stalin había retocado posteriormente a Trotski de esta fotografía. (cf. Rey, 1997). Un ejemplo reciente es informado por Healy (2008) sobre el líder norcoreano Kim Jong Il.